# Norra Lus-Eriktjärnen
Norra Lus-Eriktjärnen är en sjö i Ånge kommun i Medelpad och ingår i Ljungans huvudavrinningsområde.